# 盤絲洞 (1967年電影)
《盤絲洞》，為1967年香港邵氏公司出品，何夢華執導的電影。取材自西遊記中孫悟空大戰盤絲洞的故事。
本片為邵氏「西遊記」系列的第三部作品，此系列共有五集，按順序排序為《西遊記》(1966)、《鐵扇公主》(1966)、《盤絲洞》(1967)、《女兒國》(1968)、《红孩儿》（1975）。

## 劇情簡介
唐僧師徒離開朱紫國之後，繼續向西方走去，他們行至一莊院前。唐僧決定自己去化齋，當他獨自走進院子，只見四個女的在繡花，三個女的正在踢球。當唐僧說明來意後，七位女子突然一擁而上，將唐僧擄進一座石洞，並將唐僧捆綁起來，高吊在樑上，又從口中吐出絲線，織成一張大網，把洞門封起來。久候師父不回的孫悟空頓感事情不妙，於是念動咒語，喚來本地的土地神，才知道師父有可能落入了七位蜘蛛精的手中。悟空、八戒和沙僧因此大鬧盤絲洞，最終總算救回師父。

## 人物角色
| 角色名稱 | 演員   | 備註                       |
| -------- | ------ | -------------------------- |
| 孫悟空   | 周龍章 |                            |
| 唐三藏   | 何藩   |                            |
| 豬八戒   | 彭鵬   |                            |
| 沙悟淨   | 田琛   |                            |
|          | 劉亮華 | 蜘蛛精，盤絲洞洞主（金衣） |
|          | 田夢   | 蜘蛛精（銀衣）             |
|          |        | 蜘蛛精（紅衣）             |
|          | 黃莎莉 | 蜘蛛精（黑衣）             |
|          | 馬海倫 | 蜘蛛精（紫衣）             |
|          | 尤情   | 蜘蛛精（深藍衣）           |
|          | 沈依   | 蜘蛛精（淺藍衣）           |
|          | 唐迪   | 蜈蚣精                     |
| 土地公   | 沈勞   |                            |
| 土地婆   | 吳瑋   |                            |

## 其他製作人員
- 助導：王昌熾
- 化妝：方圓
- 服裝設計：黃金巴
- 錄音：王永華
- 佈景：陳景森
- 作曲：王福齡
- 作詞：王昌熾

## 外部連結
- 開眼電影網上《盤絲洞》的資料（繁體中文）
- 香港影庫上《盤絲洞》的資料（繁體中文）
- 时光网上《盤絲洞》的資料（简体中文）
- 豆瓣电影上《盤絲洞》的資料 （简体中文）
- 爛番茄上《盤絲洞》的資料（英文）
- AllMovie上《盤絲洞》的资料（英文）
- 互联网电影数据库（IMDb）上《盤絲洞》的资料（英文）